# Římskokatolická farnost Lenešice
Římskokatolická farnost Lenešice (lat. Leneschicium) je církevní správní jednotka sdružující římské katolíky na území obce Lenešice a v jejím okolí. Organizačně spadá do lounského vikariátu, který je jedním z 10 vikariátů litoměřické diecéze. Centrem farnosti je kostel svatého Šimona a Judy v Lenešicích.

## Historie farnosti
Datum založení farnosti není známo. Matriky jsou vedeny od roku 1670.

### Duchovní správcové vedoucí farnost
Začátek působnosti jmenovaného v duchovní správě farnosti od:
- 1262   Christianus
- 1384   Andreas
- 1404   Wenceslaus Jacobus
- 1670   Mathias Herre
- 1678   Joannes Paulus Gendermann
- 1682   admin. J. J. Kinzler
- 1682   admin. Wenceslaus Slovaci OFM
- A. Stecher O. Cist.
- 1686   Georgius Bruno Schwarz
- 1695   Vincentius Pemsl O.P.
- 1698   Tobias Böhm
- 1734   admin. Nazarius a sc. Victore Ord. Piar. Schol.
- 1734   J. J. Terebe
- 1741   Georgius Laudelius Ord. Piar. Schol.
- 1741   Carolus Opolský
- 1741   David Schmid
- 1751   Ignatius Guil. Deml
- 1761   Paul. Anton. Stoczizky, † 8. 12. 1796
- 1796   Franc. Kopecky
- 1811   Adalb. Weitz, n. 10. 2. 1764 Alt Rotchow, o. 24. 3. 1791, † 19. 12. 1834
- 1835   Anton. Richter, n. 26. 3. 1792 Zittolib., o. 24. 12. 1814, † 21. 3. 1855
- 1855   Procop. Seyffert, n. 4. 7. 1799 Lukov., o. 27. 8. 1825, † 18. 4. 1857
- 1857   Vinc. Sigmund, n. 29. 10. 1804 Teyna., o. 5. 8. 1831, † 10. 9. 1874
- 1867   Franc. Farář, n. 31. 3. 1809 Frauenberg, o. 25. 3. 1836, † 9. 9. 1868
- 1869   par. vacat, admin. int. Franc. Havrda
- 1869   Franc. Ovesný, n. 2. 4. 1821 Boniovic (Mor.), o. 25. 7. 1849, † 26. 6. 1895
- 1895   Vit. Dolejší, n. 3. 2. 1853 Jaronic., o. 23. 7. 1879
- 1904   Josef Čáp, n. 16. 3. 1862 Suchdol, o. 19. 7. 1885,  † 24. 6. 1941
- 1941  Václav Lochmann, n. 15. 12. 1912 Malobratřice, o. 29. 6. 1938, † 29. 9. 2001
- 1. 9. 1944    Oldřich Vinduška, n. 4. 1. 1918 Mlýnec, o. 28. 6. 1942, † 25. 9. 2007
- 1. 1.  1947    František Hrubý
- 1. 8.  1947   Jindřich Tomíček
- 15. 2. 1952   Josef Havelka
- 1. 12. 1952   Karel Kahoun, admin.
- 1. 3.  1953    Václav Bošek
- 1. 10. 1992  Rudolf Prey, admin. exc. z Postoloprt; od 1. 9. 2013 admin. in spiritualibus z Lenešic
- 1. 9. 2013 Josef Peňáz, admin. exc. in materialibus z Postoloprt
- 15. 4. 2015 Radim Vondráček, admin. exc. in materialibus z Postoloprt[3]

Kromě kněží stojících v čele farnosti, působili ve farnosti v průběhu její historie i jiní kněží. Většinou pracovali jako farní vikáři, kaplani, katecheté, výpomocní duchovní aj.

## Území farnosti
Do farnosti náleží území obce:
- Lenešice (Leneschitz[4])[p 2]

## Římskokatolické sakrální stavby na území farnosti
| | Fotografie | Stavba                   | Místo    | Bohoslužby                      | Zeměpisné souřadnice             | Status           | Číslo kulturní památky           |
| Kostel | Kostel     | Kostel                   | Kostel   | Kostel                          | Kostel                           | Kostel           | Kostel                           |
| --- | ---------- | ------------------------ | -------- | ------------------------------- | -------------------------------- | ---------------- | -------------------------------- |
| 1. |            | Kostel sv. Šimona a Judy | Lenešice | bližší informace o bohoslužbách | 50°22′37″ s. š., 13°45′39″ v. d. | farní kostel     | 43217/5-1216 (Pk•MIS•Sez•Obr•WD) |
| Kostel |            |                          |          |                                 |                                  |                  |                                  |
| 2. |            | Farní kaple              | Lenešice | bližší informace o bohoslužbách | 50°22′37″ s. š., 13°45′42″ v. d. | kaple            | 42651/5-1220 (Pk•MIS•Sez•Obr•WD) |
| 3. |            | Kaple sv. Nepomuckého    | Lenešice | bližší informace o bohoslužbách | 50°22′45″ s. š., 13°45′35″ v. d. | výklenková kaple | 42923/5-1219 (Pk•MIS•Sez•Obr•WD) |
| 4. |            | Kaple sv. Jana Křtitele  | Lenešice |                                 |                                  | obecní kaple     | —                                |
| Některé drobné sakrální stavby a pamětihodnosti lze dohledat zde v databázi Drobné sakrální památky Zaniklé sakrální stavby lze dohledat zde v databázi Poškozené a zničené kostely, kaple a synagogy v České republice |            |                          |          |                                 |                                  |                  |                                  |

Ve farnosti se mohou nacházet i další drobné sakrální stavby, místa římskokatolického kultu a pamětihodnosti, které neobsahuje tato tabulka.

## Příslušnost k farnímu obvodu
Z důvodu efektivity duchovní správy byl vytvořen farní obvod (kolatura) farnosti-děkanství Postoloprty, jehož součástí je i farnost Lenešice, která je v materiálních záležitostech spravována excurrendo. Duchovní správce sídlí od 1. září 2013 přímo v Lenešicích.